# Oss gentlemän emellan
Oss gentlemän emellan (engelska: Design for Living) är en amerikansk komedifilm från 1933 i regi av Ernst Lubitsch. Filmen är baserad på Noël Cowards pjäs Design for Living. I huvudrollerna ses Fredric March, Gary Cooper och Miriam Hopkins.

## Rollista i urval
- Fredric March - Tom Chambers
- Gary Cooper - George Curtis
- Miriam Hopkins - Gilda Farrell
- Edward Everett Horton - Max Plunkett
- Franklin Pangborn - Mr. Douglas
- Isabel Jewell - Plunketts stenograf
- Jane Darwell - Curtis hushållerska
- Wyndham Standing - Max butler